# Consuelo Segarra
Consuelo Segarra Martínez fue una actriz de cine mexicana, pertenece a la llamada Época de Oro del cine mexicano.

## Filmografía
- La herencia de la Llorona (1947)
- Cásate y verás (1946)
- Mamá Inés (1946)
- La señora de enfrente (1945)
- El capitán Malacara (1945)
- La pícara Susana (1945)
- Cuando escuches este vals (1944)
- El misterioso señor Marquina (1943) (sin crédito)
- María Eugenia (1943)
- Secreto eterno (1942)
- Allá en el bajío (1942)
- Mil estudiantes y una muchacha (1942)
- Hasta que llovió en Sayula (1941)
- Creo en Dios (1941)
- La canción del huérfano (1940)
- Mi madrecita (1940)
- El Charro Negro (1940)
- Los de abajo (1940)
- Pobre diablo (1940)
- Una luz en mi camino (1939)
- Calumnia (1939)
- En un burro tres baturros (1939)
- La casa del ogro (1939)
- Perjura (1938)
- El rosario de Amozoc (1938)
- Estrellita (1938)
- La Valentina (1938)
- La madrina del diablo (1937)
- A la orilla de un palmar (1937)
- Don Juan Tenorio (1937)
- Jalisco nunca pierde (1937)
- Los chicos de la prensa (1937)
- La gran cruz (1937)
- Suprema ley (1937)
- ¡Vámonos con Pancho Villa! (1936) (sin crédito))
- El rosal bendito (1936)
- Judas (1936)
- Malditas sean las mujeres (1936)
- Marihuana (1936)
- Mater nostra (1936)
- El rayo de Sinaloa (1935)
- Luponini de Chicago (1935)
- El primo Basilio (1935)
- Tu hijo (1935)
- Tierra, amor y dolor (1935)
- Corazón bandolero (1934)
- Chucho el Roto (1934)
- La sangre manda (1934)
- El héroe de Nacozari (1934)
- La mujer del puerto (1934)
- El tigre de Yautepec (1933)
- La calandria (1933)